# バルビゾン
バルビゾン（Barbizon）は、フランスのイル＝ド＝フランス地域圏セーヌ＝エ＝マルヌ県の村（コミューン）。フォンテヌブローの森に隣接している。19世紀にはジャン＝フランソワ・ミレーに代表される風景画家たちが集まり、バルビゾン派と称された。このため、小さな村ではあるが、世界中から観光客が訪れており、村は「画家たちの村バルビゾン(Barbizon Village de Peintres)」と名乗っている。

## 村名の歴史
- 808年- カール大帝の書類の中にバルビティオ(Barbitio)として登場している。
- 1222年- バルビュイゾン(Barbuison)
- 1392年- バルビロン(Barbiron)
- 1487年以降は現在と同じバルビゾン(Barbizon)と称される。ただし、シャイイ＝アン＝ビエールから切り離される形で、独立の地方自治体となったのは1903年11月20日のことであった。

## 姉妹都市・提携都市
- 朝来市（兵庫県） - 2008年6月28日友好都市提携

## バルビゾンにゆかりのある有名人
- バルビゾン派を参照のこと。

## 観光名所
バルビゾンの経済にとって、観光収入は非常に大きな比重を占める。
- ガンヌの宿屋(l'auberge Ganne) - 1824年に開業され、バルビゾン派の画家たちとも縁が深かった。現在は県立展示館(Musée departemental)となっている。
- ミレーの家(Maison de Millet) - 現在は記念館となっている。
- ルソーの住居兼アトリエ(Maison-Atelier de Rousseau) - テオドール・ルソーの家だったもので、現在は記念館となっている。